# I Left My Heart in San Francisco (альбом)
| Оценки критиков               | Оценки критиков |
| Источник                      | Оценка          |
| ----------------------------- | --------------- |
| AllMusic                      | [ 2 ]           |
| Encyclopedia of Popular Music | [ 3 ]           |

I Left My Heart in San Francisco — студийный альбом американского певца Тони Беннетта, выпущенный в 1962 году на лейбле Columbia Records. Он достиг пятого места в чарте Billboard Top LPs и был сертифицирован RIAA как платиновый. Это один из самых продаваемых альбомов в карьере Беннетта.
В феврале 1962 года песня «I Left My Heart in San Francisco» была выпущена Columbia Records в качестве бисайда для сингла «Once Upon A Time», но стала хитом в чартах именно первая. Вскоре было принято решение выпустить новый альбом, куда вошёл хит-сингл, а также материал, который ранее был выпущен на отдельных синглах, и неизданные ранее записи.
Тони Беннетт получил две награды «Грэмми» в 1962 году за заглавную песню: «Запись года» и «Лучшее мужское вокальное поп-исполнение».

## Список композиций
| №  | Название                           | Автор(ы)                                   | Длительность |
| -- | ---------------------------------- | ------------------------------------------ | ------------ |
| 1. | «I Left My Heart in San Francisco» | Дуглас Кросс, Джордж Кори                  | 2:52         |
| 2. | «Once Upon a Time»                 | Чарльз Страус, Ли Адамс                    | 2:57         |
| 3. | «Tender Is the Night»              | Сэмми Фэйн, Пол Фрэнсис Уэбстер            | 2:38         |
| 4. | «Smile»                            | Чарли Чаплин, Джоффри Парсонс, Джон Тёрнер | 2:49         |
| 5. | «Love for Sale»                    | Коул Портер                                | 3:09         |
| 6. | «Taking a Chance on Love»          | Вернон Дюк, Тед Феттер, Джон Латуш         | 1:54         |

| №  | Название                      | Автор(ы)                       | Длительность |
| -- | ----------------------------- | ------------------------------ | ------------ |
| 1. | «Candy Kisses»                | Джордж Морган                  | 2:25         |
| 2. | «Have I Told You Lately?»     | Гарольд Роум                   | 2:39         |
| 3. | «Rules of the Road»           | Сай Коулман, Каролин Ли        | 2:42         |
| 4. | «Marry Young»                 | Сай Коулман, Каролин Ли        | 2:20         |
| 5. | «I’m Always Chasing Rainbows» | Гарри Кэрролл, Джозеф Маккарти | 2:40         |
| 6. | «The Best Is Yet to Come»     | Сай Коулман, Каролин Ли        | 2:28         |

## Чарты
| Чарт (1962-65)                   | Высшая позиция |
| -------------------------------- | -------------- |
| Великобритания (UK Albums Chart) | 13             |
| США (Billboard 200)              | 5              |

## Сертификации и продажи
| Регион | Сертификация | Продажи    |
| --- | ------------ | ---------- |
| США (RIAA) | Платиновый   | 1 000 000^ |
| * Данные о продажах приведены только на основе сертификации. ^ Данные о тиражах приведены только на основе сертификации. |              |            |